# コー・ダリーン (アイダホ州)

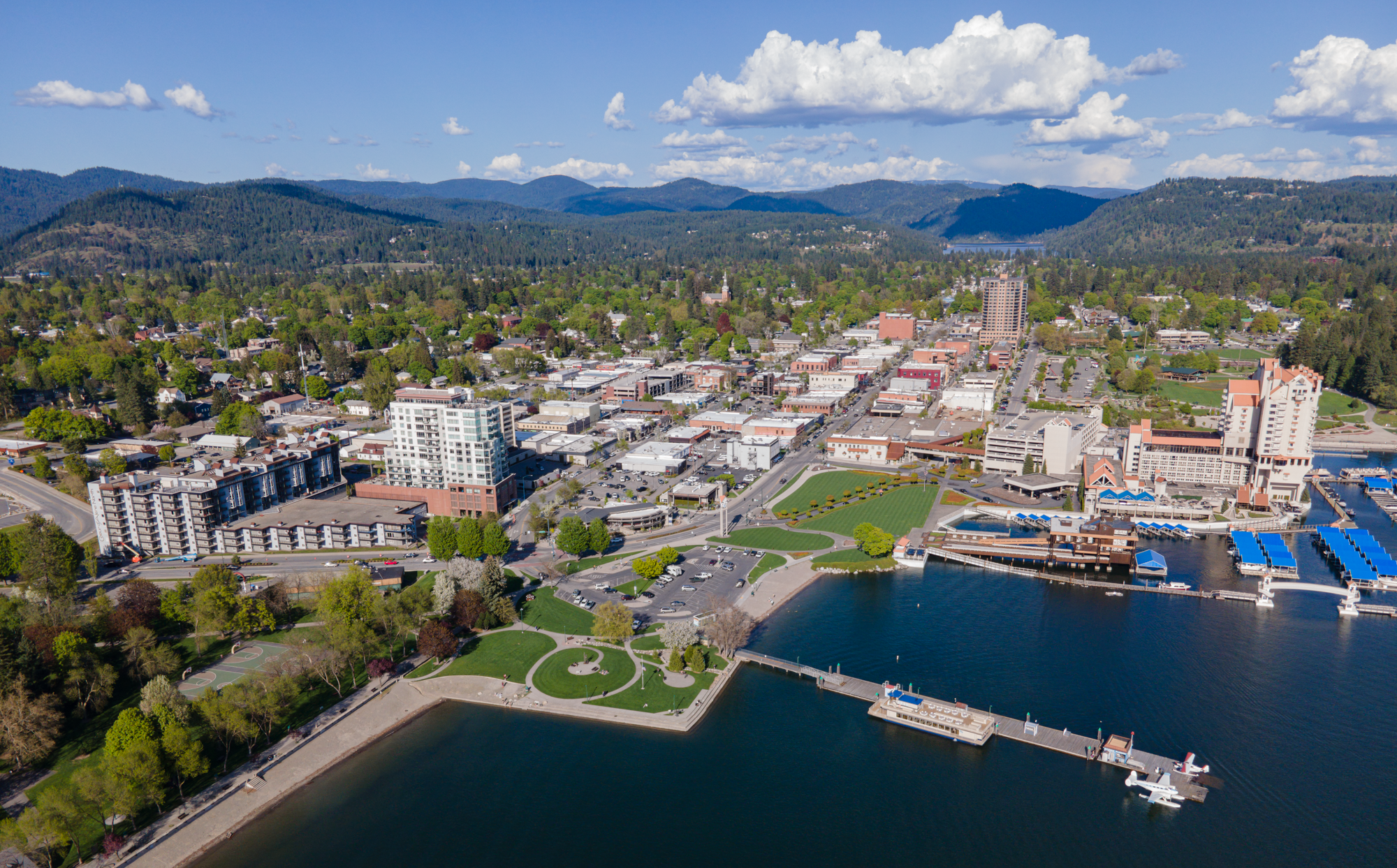
ダウンタウンとコー・ダリーン湖

コー・ダリーン（Coeur d'Alene）(発音に基づく表記は一定しておらず、コードレーン、カーダレーン等とも表記される）は、アメリカ合衆国アイダホ州の都市。クートニー郡の郡庁所在地である。人口は5万4628人（2020年）で、アイダホパンハンドル地域最大の都市である。ワシントン州に近くスポケーンの東約50キロメートルに位置している。かつては金や銀の鉱山で栄えた。近年では避暑地・リゾート地として高成長を遂げている。
市名は周辺に住むネイティブ・アメリカンのコー・ダリーン族（シー・チュー・ウムシュ族）に由来する。西部開拓時代、この地でネイティブ・アメリカンと取引をしていたフランス人たちは、彼らに「錐の心」という意味のフランス語であるCoeur d'Aleneという名をつけた。その意味するところは、「鋭い」「抜け目の無い」といったところであった、と言われている。
コー・ダリーンは、地元ではLake City（湖の街）という別名でよく呼ばれている。単に頭文字を取ってCDAと呼ばれることもある。

## 歴史
出典: アイダホ州コー・ダリーン ローカルコミュニティガイド 
最初にこの地に住みついていたのはネイティブ・アメリカンのシー・チュー・ウムシュ族である。彼らは入植者たちがこの地にやってくる何千年も前から、アイダホ州北西部の山中や湖畔に住みついていた。やがてこの地にフランス人の入植者がやってきた。シー・チュー・ウムシュ族の抜け目の無い交易を目にした入植者たちは、彼らを「錐の心」という意味のフランス語で、コー・ダリーン（Coeur d'Alene）と呼んだ。やがてこの地にカトリック信仰が広がり、コー・ダリーン川の河岸に現在のカタルド・ミッション（Cataldo Mission）が建てられた。また、コー・ダリーン湖の南岸にも同様の布教施設が設けられた。
1862年には、この地に初めての交通路となるミュラン街道（Mullan Road）が開通した。この街道はその後半世紀にわたってアメリカ合衆国北西部を貫く主要な交通路であった。1877年、将軍ウィリアム・シャーマン（William Tecumseh Sherman）はこの地に軍事基地を設けることを提案した。フォート・シャーマン（Fort Sherman）と名付けられたこの基地に配属された軍人は米西戦争にも参加した。基地は1901年に閉鎖になった。
産業も栄えていった。とりわけこの地域を支えたのは鉱山であった。コー・ダリーン川の北岸では金の、ウォレス（Wallace）に近い山中の南側では銀の鉱脈がそれぞれ発見された。やがて合衆国北西部にノーザン・パシフィック鉄道が開通し、その支線がコー・ダリーンに通じ、コー・ダリーン湖に蒸気船が行き交うようになると、この地で採掘された金や銀はこれらの交通手段によって各地へと運ばれていくようになった。また、ワシントン州東部の主要都市で、鉄道の街であったスポケーンとの間にも電車が走っていた。
交通の発達は鉱業だけでなく、林業や観光業の発展ももたらした。1880年、フレデリック・ポスト（Frederick Post）はスポケーン川の河岸に製材所を設けた。1920年頃までには、林業関連の企業がこの地に集中するようになった。一方、コー・ダリーン湖畔や近隣のヘイデン湖（Hayden Lake）には、ホテル、小屋、キャンプ場の建設が進んでいった。
近年では鉱業や林業は廃れ、避暑地・リゾート地としての観光業がコー・ダリーンのメインの産業となっている。それに加え、小売業やサービス業、小工業も発展してきており、市は高成長を遂げている。

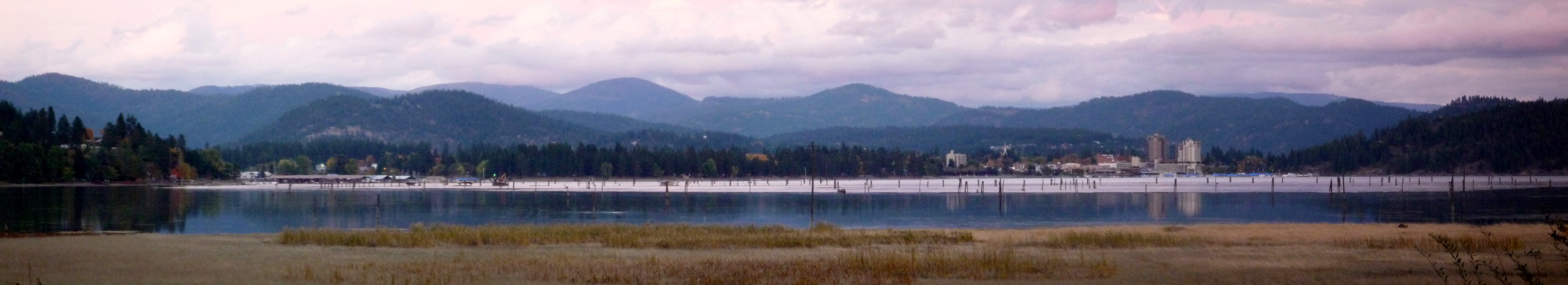
コー・ダリーン

## 地理

クートニー郡内の位置

コー・ダリーンは北緯47度41分34秒 西経116度46分48秒 / 北緯47.69278度 西経116.78000度（47.692845, -116.779910）に位置している。アメリカ合衆国統計局によると、コー・ダリーン市は総面積35.2km2である。このうち34.0km2が陸地で1.2km2が水域である。総面積の3.46%が水域となっている。
市はコー・ダリーン湖に面し、コー・ダリーン国有林に囲まれている。コー・ダリーン国有林にはいくつもの湖やキャンプ場が点在する。市の標高は664メートルである。 
コー・ダリーンは、州都ボイシよりもシアトルやスポケーンに近いことから、同市を中心とするアイダホ州北西部はワシントン州、とりわけスポケーンとの結びつきが強い。時間帯はボイシなど州の他の地域とは異なり、ワシントン州と同じ太平洋標準時に合わせている。

## 気候
コー・ダリーンの気候は乾燥して涼しい夏と湿潤で寒い冬に特徴付けられる。夏は乾燥しているため気温の日較差が大きく、日中は摂氏25度を超えるが、夜になると摂氏10度まで下がる。従って平均気温は7月・8月でも摂氏18度ほどである。冬は日中でも0度前後で、夜になると氷点下10度まで下がることもあるが、降雪のために湿潤であり、夏ほど気温の日較差は大きくない。1月の平均気温は氷点下5度ほどである。 ケッペンの気候区分では、世界的にも珍しい高地地中海性気候（Dsb）と呼ばれる気候に属する。

## 交通
コー・ダリーンの玄関口となる空港は市の西約55キロメートルに位置するスポケーン国際空港である。アムトラックもスポケーン駅が最も近い。市内を通る州間高速道路90号線は西はシアトルやスポケーンへ、東はモンタナ州ミズーラへと通じている。

## 人口動勢
以下は2000年国勢調査における人口統計データである。
| 基礎データ - 人口: 34,514人 - 世帯数: 13,985世帯 - 家族数: 8,852世帯 - 人口密度: 1,014.9人/km2 - 住居数: 14,929軒 - 住居密度: 439.0軒/km2 人種別人口構成 - 白人: 95.80% - アフリカン・アメリカン: 0.22% - ネイティブ・アメリカン: 0.77% - アジア人: 0.61% - 太平洋諸島系: 0.09% - その他の人種: 0.63% - 混血: 1.88% - ヒスパニック・ラテン系: 2.70% 年齢別人口構成 - 18歳未満: 24.9% - 18-24歳: 11.7% - 25-44歳: 27.9% - 45-64歳: 20.7% - 65歳以上: 14.8% - 年齢の中央値: 35歳 - 性比（女性100人あたり男性の人口） - 総人口: 93.7 - 18歳以上: 89.3 | 世帯と家族（対世帯数） - 18歳未満の子供がいる: 31.7% - 結婚・同居している夫婦: 47.7% - 未婚・離婚・死別女性が世帯主: 11.5% - 非家族世帯: 36.7% - 単身世帯: 28.2% - 65歳以上の老人1人暮らし: 11.3% - 平均構成人数 - 世帯: 2.39人 - 家族: 2.93人 収入と家計 - 収入の中央値 - 世帯: 33,001米ドル - 家族: 39,491米ドル - 性別 - 男性: 31,915米ドル - 女性: 21,092米ドル - 人口1人あたり収入: 17,454米ドル - 貧困線以下 - 対人口: 12.8% - 対世帯数: 9.3% - 18歳未満: 13.5% - 65歳以上: 8.1% |

## 姉妹都市
コー・ダリーンは以下の都市と姉妹都市提携を結んでいる。
- クランブルック（カナダ・ブリティッシュコロンビア州）